# Eutornoptera endosticta
Eutornoptera endosticta là một loài bướm đêm trong họ Noctuidae.